# Baleia-da-groenlândia
As baleias-da-groenlândia (Balaena mysticetus) também são conhecidas como baleia-da-gronelândia, baleia-franca-do-ártico, baleia-franca-da-gronelândia ou grande-polar. Em inglês são chamadas de bowheads, que ao se traduzido significa cabeças de lombada. São os únicos membros da família Balaenidae (subordem Mysticeti, ordem Cetacea). E vivem a maior parte do tempo nos oceanos com latitudes setentrionais. As baleias-da-groenlândia nunca foram vistas no Hemisfério Sul.

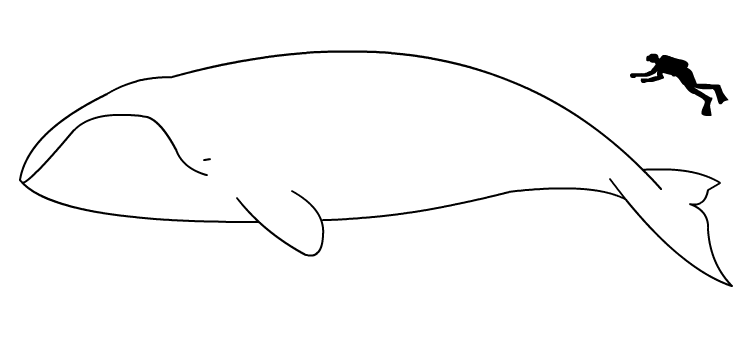
tamanho em comparação com um ser humano

É uma baleia de cor escura, desprovida de barbatana dorsal e que pode crescer de 14 a 18 metros de comprimento. Possuí um corpo pesado de 75 a 100 toneladas e a maior boca de qualquer animal. A baleia-da-groenlândia foi um grande alvo da caça a baleia e as populações foram severamente reduzidas devido a isso. Das cinco sub-populações de baleias-da-groenlândia pelo menos três estão listadas como Em Perigo, uma como Vulnerável e uma como Pouco Preocupante de acordo com dados da UICN.

## Descrição
Essas baleias são facilmente identificáveis pelo seu grande tamanho, não possuem a barbatana dorsal, caracterizam-se por ter uma cor escura, queixo branco e cabeça triangular quando analisadas de perfil. Possuem, predominantemente, uma coloração preta, mas a maioria tem padrões brancos característicos no queixo, nas partes inferiores, ao redor suas caudas e/ou em suas nadadeiras. Os padrões brancos ao redor da cauda e nas barbatanas aumentam com o passar  da idade. Além disso, a maioria das baleias-da-groenlândia acumulam marcas em seu dorso, possivelmente são resultantes do contato com o mar e o gelo. Esses enormes mamíferos marinhos estão entre os maiores animais que vivem na terra, pesando em média de 75 a 100 toneladas. Os machos crescem até de 14 a17 metros de comprimento e as fêmeas de 16 a 18 metros. Suas nadadeiras têm de 2 a 6 metros de diâmetro. As cabeças dessas baleias constituem mais de um terço do volume de seus corpos, suas barbatanas podem ter até 4 metros (nenhuma outra baleia já encontrada tem barbatanas com o comprimento superior a 2,8 metros). Para que possam se proteger das baixas temperaturas e viver na água gelada, estão envolvidas por um tecido adiposo de 5,5 a 28 centímetros de espessura, cobertas por uma epiderme de até 2,5 cm de espessura. Esta combinação de gordura e pele é classificada como a mais espessa de todas as espécies já encontradas de baleias.

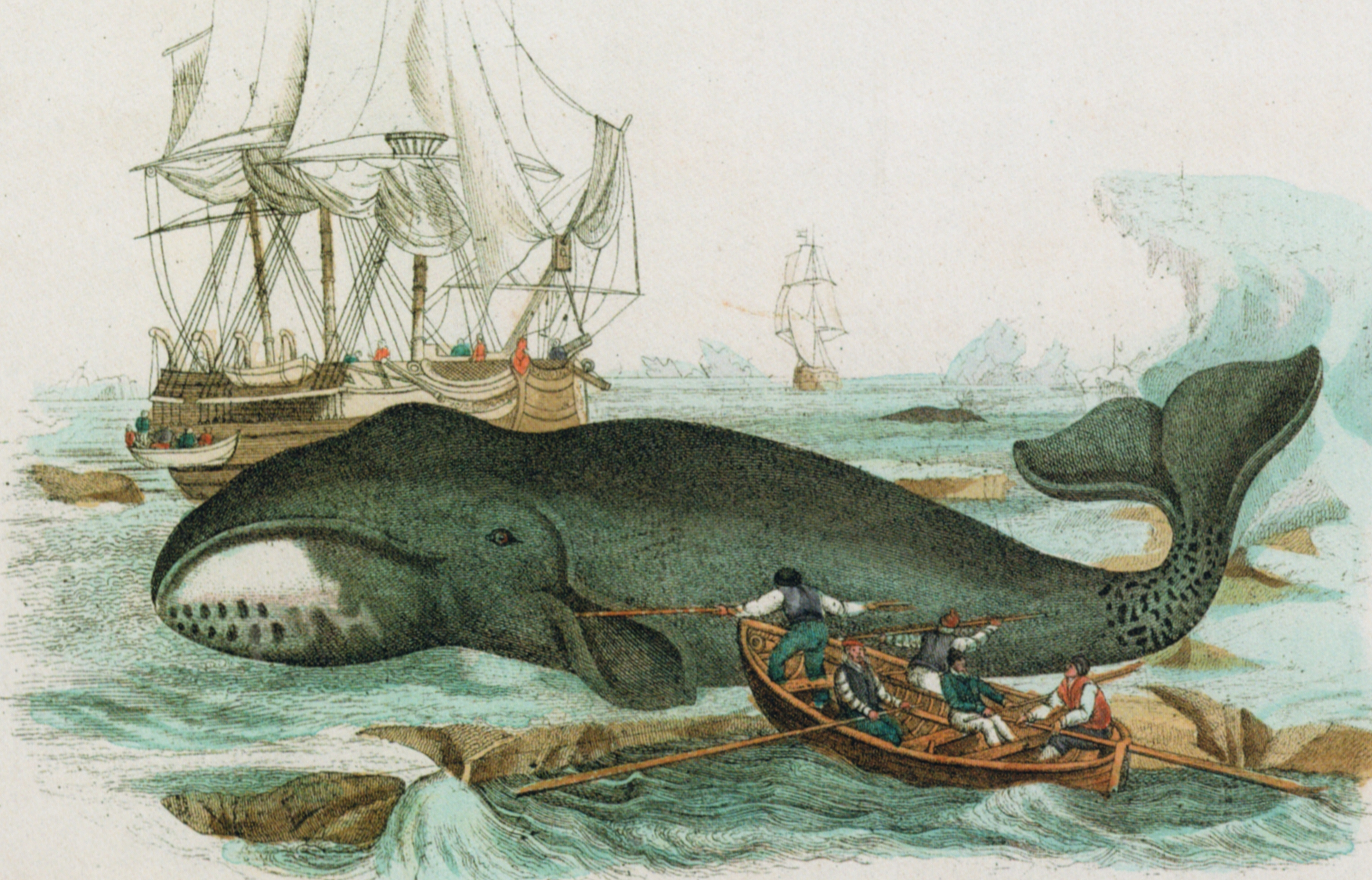
Gravura de uma Baleia da Groelândia sendo caçada (1840)

Essa espécie é bem adaptada à colocação, de certa forma arriscada, de ser um mamífero, que respira fora da água, e em mares frequentemente cobertos por uma espessa camada de gelo. Elas conseguem quebrar uma camada de gelo com até 60 cm de espessura e suas habilidades de mergulho são excepcionais (possivelmente excedendo uma hora), o que é fundamental para encontrar orifícios de respiração ao nadar sob o gelo marinho. As ondas sonoras (ecolocalização) emitidas são muito baixas e podem ajudá-las a encontrar parceiros ou sendo usada como forma de comunicação, com intuito de unir uns aos outros enquanto navegam pelo oceano.
As baleias-da-groenlândia são conhecidas por sua longevidade, podendo viver por mais de 200 anos. Uma fêmea capturada na costa do Alasca tinha uma idade estimada em 115 e 130 anos, outras duas baleias registradas possuíam idades 135 e 172 anos respectivamente. Impulsionados pela curiosidade do quão grande poderia ser a longevidade de uma baleia-da-groenlândia, os cientistas mediram a idade de outros indivíduos e descobriram um espécime com aproximadamente 211 anos, muito além das estimativas iniciais. A baleia mergulha entre 9 e 18 min, mas também consegue permanecer submersa na água por até uma hora. No que diz respeito ao comportamento, este não é um animal social porque prefere viajar sozinho ou em grupos com, no máximo, 6 indivíduos.
A mandíbula inferior forma uma espécie de letra U em torno da mandíbula superior. Esta mandíbula inferior é normalmente marcada com manchas brancas, contrastando com o resto do corpo da baleia, que é preto. A barbatana na boca da baleia-da-groenlândia é maior do que de qualquer cetáceo, e possui de 300 a 450 centímetros de comprimento, contudo essa espécie não possuí barbatana dorsal, uma adaptação a vida em ambientes gelados. Também possuí uma camada de gordura que chega a 50 centímetros. O crânio possui quase um terço do comprimento total do corpo, é curvo e assimétrico. Assim como em todas as espécies de misticetos, as fêmeas costumam ser maiores que os machos.
Ao migrar, as baleias-da-groenlândia se dividem em três grupos menores, que migram durante a primavera e o outono. Os grupos nos quais elas se dividem são: baleias jovens, baleias maduras e adultas de grande porte. Cada uma das unidades populacionais mostra um padrão de migração distinto, que depende da oferta de alimentos e da extensão ou recessão da calota de gelo polar. As baleias-da-groenlândia estão protegidas dos predadores por causa do seu grande tamanho. Elas também são conhecidas por se abrigar sob gelos flutuantes. Como as águas oceânicas das regiões polares ficam congeladas, elas nadam debaixo das calotas que se formam. A fim de sobreviver sob as calotas de gelo, a baleia-da-groenlândia pode romper o gelo para conseguir respirar, mas de forma que os predadores não consigam alcançá-la. Não é um animal veloz, pois viaja de 2 a 5 km / h e quando está em perigo, alcança somente 10 km / h.

## Reprodução
O período de acasalamento acontece no final do inverno ou início da primavera, mas atividade sexual pode ocorrer em qualquer estação. Os grupos de acasalamento constituem de um par macho-fêmea ou vários machos e uma fêmea. A acústica desempenha um papel vital na reprodução, pois as baleias-da-groenlândia são vocalmente ativas durante a época de acasalamento e podem se ouvir de 5 a 10 km de distância. Como característica do comportamento sexual foi identificado: o rompimento (quando a baleia pula completamente para fora da água) e os golpes de sorte (quando elas batem a cauda na superfície da água). Esse comportamento, além de desempenhar um papel em atrair um parceiro, também é usado com o objetivo de afirmar domínio. A dominância, às vezes, é expressa por meio de contato físico ou competição de esperma. No entanto, existe a possibilidade de que a cooperação ocorra entre os machos durante o acasalamento, tornando mais provável que pelo menos um deles seja capaz de semear uma fêmea. Mais de um ano após o acasalamento(de 13 a 14 meses), os filhotes nascem, geralmente, durante a migração da primavera entre abril e junho. Os filhotes possuem cerca de 4 metros de comprimento ao nascer. As fêmeas conseguem iniciar um novo ciclo reprodutivo após o intervalo de 3 a 4 anos. Na primavera seguinte, o jovem as baleias, agora com 6 a 8 m de comprimento, são desmamadas de suas mães. Depois disso, o crescimento é lento em comparação com outras baleias. Com 15 anos de idade chegam a medir de 12 a 14 metros de comprimento, é quando as fêmeas tornam-se sexualmente maduras, já os machos tornam-se sexualmente ativos quando possuem de 12 a 13 metros de comprimento. As baleias-da-groenlândia podem viver mais do que outros mamíferos. Pontas de arpão antigas coletadas em baleias indicam que elas podem ter vivido por mais de um século.
Com 15 anos de idade chegam a medir de 12 a 14 metros de comprimento, é quando as fêmeas tornam-se sexualmente maduras, já os machos tornam-se sexualmente ativos quando possuem de 12 a 13 metros de comprimento.

## Alimentação
Alimentam-se por toda a coluna de água, na superfície (chamado "skimming") e, às vezes, em ou perto do fundo do mar (como evidenciado pela lama espalhada em suas cabeças e costas). A boca enorme possui a capacidade de engolir grandes volumes de água, incluindo presas, e, à medida que a língua sobe, a água é empurrada para fora, prendendo a presa nas superfícies internas das cerdas bucais (barbas de baleia), que serve como um filtro em toda a boca. A língua maciça (até 5 metros de comprimento e 3 metros de largura) consegue varrer a comida da barbatana para um sistema digestivo muito estreito. Cerca de 60 espécies de animais foram encontradas em estômagos de uma baleias-da-groenlândia, mas suas presas preferidas são os copépodes (11 espécies) e euphausiids (2 espécies), bem como anfípodes. Às vezes, até uma dúzia dessas baleias se alimentam juntas em uma formação escalonada, semelhante a um linha de gansos migratórios. Esse esforço coordenado ajuda as baleias a prenderem suas presas. Os únicos predadores de baleias-da-groenlândia, além de humanos, são orcas (Orcinus orca).
As baleias-da-groenlândia se alimentam sazonalmente em resposta à comida abundância. Na primavera, a alimentação é mínima durante o trânsito para nordeste através do Oceano Ártico. Este cenário assume que as baleias começam sua migração para o norte no início da primavera, quando os estoques de toneladas de zooplâncton estão no mínimo anual, e que isso condição persiste durante a maior parte de sua passagem o Mar Chukchi e no Oceano Ártico.

## Distribuição e abundância
Essa espécie de baleia pode ter sido uma única "panmictic" (interrupção aleatória), na qual a população surgiu no hemisfério norte durante o Plioceno (aproximadamente 8 milhões anos atrás), de acordo com os registros fósseis. As temperaturas de hoje são relativamente baixas o suficiente para manter o gelo na maioria das passagens leste-oeste do Ártico, isolando essa espécie. Embora o gelo possa ter contribuído para esse isolamento, a baleia é comumente caçada e possui um alto valor comercial. Os baleeiros comerciais dos séculos XVII a XIX, eram tão eficientes que eles eliminaram as ações após conseguirem um grande estoque dessas baleias. Após um século, a comercialização foi diminuindo, mas ainda sim é uma espécie considerada ameaçadas.
Atualmente, existem cinco estoques de baleias-da-groenlândia definidas como segmentos geograficamente distintos da população total da espécie: o mar de Bering (Alasca), Mar de Okhotsk (Rússia Oriental), Estreito de Davis (nordeste do Canadá), Baía de Hudson (talvez uma parte do estreito de Davis) e Spitsbergen (Atlântico Norte). O maior remanescente desses estoque, é o do mar de Bering, e consiste em aproximadamente 8.000 baleias que migram do mar de Bering no inverno até o mar de tchuktchi para o mar de Beaufort no verão. A comercialização dessa baleia ainda existe e possui uma crescente taxa anual de 3%, no Alasca é caçado, aproximadamente, 40 baleias por ano. O governo canadense permitiu a caça limitada das baleias-da-groenlândia no estoque do mar de Bering, bem como os estoques na Baía de Hudson e Estreito de Davis. Há muito pouco conhecimento sobre outras áreas onde existem essas baleias. Atualmente, apenas 300 a 400 espécimes vivem no Mar de Ocótsqui (originalmente existiam mais de 3.000 ); 350 (originalmente 11.700) estão na unidade populacional do Estreito de Davis; 270 (originalmente cerca de 580) na Baía de Hudson; e o número de indvíduos em Spitsbergen está "apenas nas dezenas", onde pode ter havido até 24.000.